# Маккомб (Міссісіпі)
Маккомб (англ. McComb) — місто (англ. city) в США, в окрузі Пайк штату Міссісіпі. Населення — 12 413 особи (2020).

## Географія
Маккомб розташований за координатами 31°14′40″ пн. ш. 90°28′18″ зх. д. / 31.24444° пн. ш. 90.47167° зх. д. (31.244474, -90.471593). За даними Бюро перепису населення США в 2010 році місто мало площу 30,14 км², з яких 29,97 км² — суходіл та 0,16 км² — водойми.

### Клімат
Місто знаходиться у зоні, котра характеризується вологим субтропічним кліматом. Найтепліший місяць — серпень із середньою температурою 27.2 °C (81 °F). Найхолодніший місяць — грудень, із середньою температурою 10 °С (50 °F).
| Клімат Маккомба         | Клімат Маккомба | Клімат Маккомба | Клімат Маккомба | Клімат Маккомба | Клімат Маккомба | Клімат Маккомба | Клімат Маккомба | Клімат Маккомба | Клімат Маккомба | Клімат Маккомба | Клімат Маккомба | Клімат Маккомба | Клімат Маккомба |
| Показник                | Січ.            | Лют.            | Бер.            | Квіт.           | Трав.           | Черв.           | Лип.            | Серп.           | Вер.            | Жовт.           | Лист.           | Груд.           | Рік             |
| Абсолютний максимум, °C | 27              | 27              | 30              | 31              | 37              | 38              | 38              | 38              | 36              | 33              | 29              | 27              | 38              |
| Середній максимум, °C   | 17              | 17              | 21              | 25              | 29              | 32              | 32              | 33              | 31              | 26              | 20              | 16              | 25              |
| Середня температура, °C | 11              | 11              | 14              | 18              | 22              | 26              | 26              | 27              | 24              | 19              | 13              | 9               | 18              |
| Середній мінімум, °C    | 5               | 5               | 8               | 12              | 16              | 20              | 21              | 21              | 18              | 12              | 6               | 3               | 12              |
| Абсолютний мінімум, °C  | −13             | −13             | −5              | 2               | 5               | 13              | 16              | 15              | 7               | 0               | −6              | −13             | −13             |
| Норма опадів, мм        | 130             | 130             | 140             | 120             | 120             | 110             | 140             | 120             | 70              | 80              | 70              | 140             | 1410            |
| Днів з дощем            | 7               | 6               | 7               | 5               | 6               | 6               | 9               | 7               | 4               | 3               | 3               | 7               | 75              |
| Вологість повітря, %    | 78              | 73              | 69              | 72              | 72              | 75              | 80              | 76              | 73              | 70              | 67              | 74              | 73              |
| ----------------------- | --------------- | --------------- | --------------- | --------------- | --------------- | --------------- | --------------- | --------------- | --------------- | --------------- | --------------- | --------------- | --------------- |
| Джерело: Weatherbase    |                 |                 |                 |                 |                 |                 |                 |                 |                 |                 |                 |                 |                 |

## Демографія
Згідно з переписом 2010 року, у місті мешкало 12 790 осіб у 5073 домогосподарствах у складі 3159 родин. Густота населення становила 424 особи/км². Було 5825 помешкань (193/км²).
Расовий склад населення:
| - 66,3 % — чорних або афроамериканців - 31,2 % — білих - 0,9 % — азіатів - 0,2 % — корінних американців - 0,1 % — вихідців з тихоокеанських островів |

До двох чи більше рас належало 0,8 %. Частка іспаномовних становила 1,4 % від усіх жителів.
За віковим діапазоном населення розподілялося таким чином: 28,6 % — особи молодші 18 років, 56,4 % — особи у віці 18—64 років, 15,0 % — особи у віці 65 років та старші. Медіана віку мешканця становила 34,6 року. На 100 осіб жіночої статі у місті припадало 83,3 чоловіків; на 100 жінок у віці від 18 років та старших — 74,8 чоловіків також старших 18 років.
Середній дохід на одне домашнє господарство становив 44 729 доларів США (медіана — 29 720), а середній дохід на одну сім'ю — 54 175 доларів (медіана — 34 592). Медіана доходів становила 29 759 доларів для чоловіків та 27 511 долар для жінок. За межею бідності перебувало 30,2 % осіб, у тому числі 51,5 % дітей у віці до 18 років та 19,9 % осіб у віці 65 років та старших.
Цивільне працевлаштоване населення становило 4958 осіб. Основні галузі зайнятості: виробництво — 23,5 %, освіта, охорона здоров'я та соціальна допомога — 16,2 %, мистецтво, розваги та відпочинок — 15,1 %, роздрібна торгівля — 14,2 %.

## Персоналії
- Бо Діддлі (1928—2008) — американський музикант, співак, скрипаль і гітарист.